# 반도그룹
반도그룹(영어: Bando Group)은 대한민국의 건설 전문 기업집단이다. 창립일은, 1980년 3월이며 창업주는 권홍사(權弘司) 반도그룹 회장이다. 반도그룹의 모태는, 1980년 3월에 설립된 부산·경남권 굴지의 건설회사인 주식회사 태림주택이 모태이다.

## 계열사
반도그룹은, 현재 9개의 계열사를 두고 있다.
- (주)반도건설
- (주)반도개발
- (주)반도주택
- (주)반도종합건설
- (주)반도레저
- (주)반도이엔지
- (주)반도씨앤에스
- (주)반도홀딩스
- (주)한올개발

## 최대주주
반도그룹의 계열사 최대주주는, 권홍사 반도그룹 회장이며 권홍사 반도그룹 회장은 지주회사격인 반도홀딩스의 지분을 2015년 7월 7일 기준 93.01% 보유하고 있다.

## 관계 회사
- 아이에스동서: 반도그룹의 창업주인 권홍사 회장의 동생인 권혁운씨가 회장으로 있는 회사이다.[3]

- 반도건설은 한진그룹의 지주회사인 한진칼 주요 주주로 지분 17.02%를 보유하고 있다.[4]

## 같이 보기
- 재벌
- 건설
- 유보라(柳寶羅)